# Archiearis luteata
Archiearis luteata là một loài bướm đêm trong họ Geometridae.